# Баґнево (Куявсько-Поморське воєводство)
Баґнево (пол. Bagniewo) — село в Польщі, у гміні Прущ Свецького повіту Куявсько-Поморського воєводства.
Населення — 102 особи (2011).
У 1975-1998 роках село належало до Бидгощського воєводства.

## Демографія
Демографічна структура станом на 31 березня 2011 року:
|          | Загалом | Допрацездатний вік | Працездатний вік | Постпрацездатний вік |
| -------- | ------- | ------------------ | ---------------- | -------------------- |
| Чоловіки | 53      | 15                 | 33               | 5                    |
| Жінки    | 49      | 13                 | 27               | 9                    |
| Разом    | 102     | 28                 | 60               | 14                   |